# TLC: Tables, Ladders & Chairs (2020)
TLC: Tables, Ladders & Chairs (2020) foi um pay-per-view de wrestling profissional e evento da WWE Network produzido pela WWE para as suas divisões de marca Raw e SmackDown. O evento aconteceu em 20 de dezembro de 2020 no Tropicana Field em St. Petersburg, Flórida. Este foi o 12º evento sob a cronologia TLC: Tables, Ladders & Chairs e contou com a experiência de visualização de fãs virtuais da WWE chamada ThunderDome.
Sete lutas foram disputadas no evento, incluindo uma no pré-show. No evento principal, Randy Orton derrotou The Fiend em uma luta Firefly Inferno. Em outras lutas proeminentes, Roman Reigns derrotou Kevin Owens em uma luta Tables, Ladders, and Chairs para reter o Universal Championship, Asuka e Charlotte Flair derrotaram Nia Jax e Shayna Baszler para vencerem o WWE Women's Tag Team Championship - posteriormente fazendo Flair a quinta Campeã Feminina da Tríplice Coroa da WWE e a quarta Campeã do Grand Slam Feminino - e na luta de abertura, Drew McIntyre derrotou AJ Styles e The Miz em uma luta Triple Threat Tables, Ladders, and Chairs para reter o WWE Championship; The Miz usou seu contrato do Money in the Bank durante a luta entre McIntyre e Styles, embora este cash-in tenha sido posteriormente anulado porque o parceiro de duplas de Miz, John Morrison, fez o cash-in em nome de Miz (apenas o titular do contrato pode fazer o cash-in).

## Produção

### Conceito
TLC: Tables, Ladders & Chairs é uma gimmick anual de pay-per-view, geralmente produzido todo mês de dezembro pela WWE desde 2009. O conceito do show é baseado nas lutas primárias do card, cada uma contendo uma estipulação usando mesas, escadas e cadeiras como armas legais, com o evento principal geralmente sendo uma luta Tables, Ladders and Chairs. O evento de 2020 foi o 12º evento sob a cronologia do TLC e contou com lutadores das marcas Raw e SmackDown.

#### Impacto da pandemia de COVID-19
Como resultado da pandemia de COVID-19, a WWE apresentou a maior parte de sua programação do WWE Performance Center em Orlando, Flórida, desde meados de março, sem fãs presentes, embora no final de maio a promoção tenha começado a usar estagiários do Performance Center para servir como o público ao vivo, que foi expandido para amigos e familiares dos lutadores em meados de junho. Em 17 de agosto, a WWE anunciou que todos os futuros shows e pay-per-views seriam realizados no Amway Center, um espaço maior também localizado em Orlando, para o "futuro previsível", começando com o episódio de 21 de agosto do SmackDown. Além disso, os programas agora apresentam uma nova experiência de visualização de fãs chamada " ThunderDome ", que utiliza drones, lasers, pyro, fumaça e projeções. Aproximadamente 1.000 placas de LED foram instaladas no Amway Center para permitir que os fãs participassem virtualmente dos eventos de graça e sejam vistos nas filas e mais filas de placas de LED. O áudio da arena também é mixado com o dos fãs virtuais para que os gritos dos fãs possam ser ouvidos. O acordo inicial da WWE com o Amway Center expirou em 31 de outubro, mas com a opção de estender o contrato com um aviso prévio de duas semanas. Em 12 de outubro, a PWInsider relatou que o contrato havia sido prorrogado, com o Fightful revelando a data de vencimento do contrato alterada para 24 de novembro. Em 19 de novembro, a WWE anunciou que mudaria o ThunderDome para o Tropicana Field em St. Petersburg, Flórida, começando com o episódio de 11 de dezembro do SmackDown. A mudança foi feita devido ao início da temporada 2020-21 da NBA, já que o Amway Center é a casa do Orlando Magic.

### Rivalidades
O show incluiu lutas que resultaram de enredos roteirizados, onde os lutadores retratavam heróis, vilões ou personagens menos distinguíveis em eventos roteirizados que criaram tensão e culminaram em uma luta ou série de lutas. Os resultados foram pré-determinados pelos escritores da WWE nas marcas Raw e SmackDown, enquanto as histórias foram produzidas nos programas semanais de televisão da WWE, Monday Night Raw e Friday Night SmackDown.
No Survivor Series, o Team Raw (AJ Styles, Keith Lee, Sheamus, Braun Strowman e Riddle) derrotaram o Team SmackDown na luta de eliminação masculina do Survivor Series 5-contra-5 sem nenhum membro de sua equipe ser eliminado. Na noite seguinte no Raw, por vencer a luta masculina do Survivor Series, o oficial da WWE Adam Pearce afirmou que um dos membros do Team Raw receberia uma luta pelo WWE Championship contra Drew McIntyre no TLC: Tables, Ladders & Chairs e permitiu a cada um expor seu caso. O último a expor seu caso foi Braun Strowman, no entanto, ele ficou furioso com o uso de Pearce da frase "último mas não menos importante". Isso levou Strowman a atacar Pearce e foi suspenso indefinidamente. O ex-Campeão da WWE Randy Orton (que não representou o Raw no pay-per-view, mas queria uma revanche) e o Campeão dos Estados Unidos Bobby Lashley (que foi o único campeão do Raw a vencer sua luta Campeão vs. Campeão) cada um confrontou Pearce nos bastidores individualmente com seus respectivos casos. Pearce agendou três lutas individuais para aquela noite, com os vencedores de cada uma se enfrentando em uma luta Triple Threat na semana seguinte para determinar o desafiante número um. Riddle, Keith Lee e AJ Styles avançaram para a luta Triple Threat derrotando Sheamus, Lashley e Orton, respectivamente. Styles subsequentemente venceu a luta Triple Threat para enfrentar McIntyre pelo WWE Championship no TLC em uma luta Tables, Ladder and Chairs.
Em 14 de setembro no Raw, depois que a equipe de Lana e Natalya perderam uma luta de duplas, a Campeã de Duplas Femininas da WWE, Nia Jax, apareceu e aplicou um Samoan Drop em Lana através da mesa dos comentaristas. Durante as próximas nove semanas, Jax continuaria a jogar Lana na mesa dos comentaristas. Durante esse tempo, Natalya deixou de se associar a Lana. Em 12 de outubro no Raw, Lana venceu uma batalha real eliminando sua ex-parceira de duplas Natalya, para determinar a próxima desafiante ao Raw Women's Championship de Asuka. A luta pelo título aconteceu na semana seguinte, onde Lana perdeu para Asuka. Após a luta, Jax jogou Lana através da mesa dos comentaristas mais uma vez. No Raw de 26 de outubro, Lana venceu uma luta fatal four-way para ganhar uma vaga na luta de eliminação feminina 5-contra-5 no Survivor Series, onde Lana emergiu como a única sobrevivente do Team Raw depois de suas companheiras de equipe, incluindo Jax (que foi contada fora) e sua parceira Shayna Baszler (que se desqualificou intencionalmente) ordenaram que ela não participasse da luta. Na noite seguinte no Raw, a equipe de Lana e Asuka derrotou Jax e Baszler em uma luta sem título. Na semana seguinte, Lana e Asuka derrotaram as campeãs mais uma vez em uma luta sem título. Uma luta entre as duas equipes pelo WWE Women's Tag Team Championship foi posteriormente marcada para o TLC. No entanto, depois que Lana derrotou Jax no Raw de 14 de dezembro, ela foi atacada por Jax e Baszler, resultando em sua remoção da luta pelo título no TLC, exigindo que Asuka encontrasse uma nova parceira.
Depois de vencer o WWE Championship de Drew McIntyre no Hell in a Cell em 25 de outubro, Randy Orton apareceu no talk show de Alexa Bliss "A Moment of Bliss" no Raw da noite seguinte - várias semanas antes, Bliss se alinhou com "The Fiend" Bray Wyatt. Durante o segmento, Bliss fez referência à rivalidade anterior de Orton com Wyatt na WrestleMania 33 em 2017. McIntyre então apareceu e atacou Orton até as luzes se apagarem. Quando as luzes se acenderam, o alter ego de Wyatt, The Fiend, estava atrás de Orton na rampa de entrada enquanto McIntyre estava no ringue. McIntyre continuou a brigar com Orton enquanto The Fiend partia. Wyatt continuaria a ameaçar e atacar Orton nas próximas semanas; Orton também perdeu o WWE Championship de volta para McIntyre no Raw de 16 de novembro. Na semana seguinte, The Fiend fez Orton perder a oportunidade de recuperar o título. Orton então apareceu mais uma vez no "A Moment of Bliss", alegando conhecer a fraqueza de The Fiend como a própria Bliss. Orton foi posteriormente escalado para enfrentar The Fiend no TLC. Antes do evento, no entanto, Orton desafiou a personalidade alegre de Wyatt da Firefly Fun House para uma luta no Raw de 7 de dezembro, que terminou em no-contest depois que as luzes se apagaram e The Fiend apareceu e sufocou Orton com o Mandible Claw. No episódio do Raw de 14 de dezembro, Orton desafiou a personalidade alegre de Wyatt da Firefly Fun House para um jogo de esconde-esconde que terminou em uma briga nos bastidores, onde Orton trancou Wyatt dentro de uma caixa de madeira e a incendiou. The Fiend então emergiu da caixa em chamas e atacou Orton. Sua luta para o TLC foi então transformada em uma luta Firefly Inferno.
Desde que regressou à WWE e venceu o Universal Championship no Payback, Roman Reigns começou a referir-se a si próprio como o "Tribal Chief" e o "Head of The Table" da família Anoa'i. O primo de Reigns, Jey Uso, juntou-se a Reigns depois que Reigns o derrotou no Hell in a Cell. As diferenças aumentaram entre Jey e Kevin Owens, que haviam ganhado uma vaga no time masculino para o Team SmackDown no Survivor Series; O Team SmackDown acabou perdendo. No SmackDown seguinte Reigns criticou Jey pela derrota, afirmando que os outros membros do Team SmackDown não respeitavam Jey e, por sua vez, não respeitavam Reigns ou sua família. Isso enfureceu Jey e durante a luta principal do episódio entre ele e Owens, Jey foi intencionalmente desqualificado atacando Owens com uma cadeira de aço. Owens retaliou e executou múltiplos Stunners em Jey e então chamou Reigns. Na semana seguinte, Owens desafiou Reigns para uma luta Tables, Ladders, and Chairs pelo Universal Championship no TLC, que Reigns aceitou.
Por várias semanas, vinhetas de uma mulher misteriosa alegando ser "intocável" foram mostradas em episódios do SmackDown. Após um hiato de cinco meses, Carmella foi revelada como a mulher misteriosa no episódio de 2 de outubro e voltou a ser uma heel. No entanto, ela evitou o confronto físico e suas únicas aparições eram para se gabar no titanron. No episódio de 6 de novembro do SmackDown, Carmella atacou a Campeã Feminina do SmackDown Sasha Banks depois que Banks defendeu seu título com sucesso. Nas duas semanas seguintes, Carmella atacaria Banks pelas costas, mas Banks se vingaria atacando Carmella nos bastidores no episódio de 27 de novembro do SmackDown. Na semana seguinte, uma luta pelo título entre as duas foi agendada para o TLC. Antes do evento, as duas se enfrentaram em uma luta pelo título no episódio de 11 de dezembro do SmackDown, onde Banks foi desqualificada após continuamente atacar Carmella no corner após a contagem de cinco do árbitro; embora Carmella tenha vencido, Banks reteve o título, já que os títulos não mudam de mãos por desqualificação, a menos que estipulado.

## Evento
| Função:                   | Nome:                     |
| ------------------------- | ------------------------- |
| Comentaristas em inglês   | Michael Cole (SmackDown)  |
| Comentaristas em inglês   | Corey Graves (SmackDown)  |
| Comentaristas em inglês   | Tom Phillips (Raw)        |
| Comentaristas em inglês   | Samoa Joe (Raw)           |
| Comentaristas em inglês   | Byron Saxton (Raw)        |
| Comentaristas em espanhol | Carlos Cabrera            |
| Comentaristas em espanhol | Marcelo Rodriguez         |
| Anunciadores de ringue    | Greg Hamilton (SmackDown) |
| Anunciadores de ringue    | Mike Rome (Raw)           |
| Árbitros                  | Danilo Anfibio            |
| Árbitros                  | Jason Ayers               |
| Árbitros                  | Shawn Bennett             |
| Árbitros                  | Dan Engler                |
| Árbitros                  | Darrick Moore             |
| Árbitros                  | Chad Patton               |
| Árbitros                  | Rod Zapata                |
| Entrevistadoras           | Charly Caruso             |
| Entrevistadoras           | Kayla Braxton             |
| Painel do pré-show        | Charly Caruso             |
| Painel do pré-show        | Booker T                  |
| Painel do pré-show        | Peter Rosenberg           |
| Painel do pré-show        | Jeff Jarrett              |

### Pré-show
Durante o pré-show do TLC: Tables, Ladders & Chairs, uma luta de quartetos ocorreu em que a equipe de Big E, Daniel Bryan, Chad Gable e Otis enfrentaram a equipe de King Corbin, Sami Zayn, Cesaro e Shinsuke Nakamura. No final, Big E evitou a tentativa de Helluva Kick de Zayn e executou o Big Ending nele para vencer a luta.

### Lutas preliminares
O pay-per-view começou com Drew McIntyre defendendo o WWE Championship contra AJ Styles (acompanhado por seu guarda-costas Omos) em uma luta Tables, Ladders, and Chairs. Tanto McIntyre quanto Styles usaram uma variedade de armas para atacar uns aos outros. Nos momentos finais, enquanto McIntyre subia na escada, The Miz e John Morrison apareceram e impediram McIntyre de vencer. The Miz então executou um Powerbomb em McIntyre através de uma mesa enquanto John Morrison entregava o contrato do Money in the Bank ao árbitro, convertendo a luta em uma Triple Threat Tables, Ladders, and Chairs, assim Miz se tornou o segundo lutador a fazer o cash-in em uma luta em andamento (após Seth Rollins o fazer na WrestleMania 31 em 2015). Enquanto Miz tentava subir a escada para recuperar o título, Omos o puxou para fora da escada e o jogou em uma mesa. Morrison então atacou Omos com uma cadeira, entretanto, o imperturbável Omos foi atrás de Morrison, que recuou nos bastidores. Depois de uma batalha no topo das escadas, McIntyre aplicou um Claymore Kick em Miz, subiu a escada e tirou o título para manter.
Em seguida, Sasha Banks defendeu o SmackDown Women's Championship contra Carmella (acompanhada por seu sommelier, Reginald Thomas). Banks aplicou o Bank Statement em Carmella mas Reginald a puxou do ringue. Carmella realizou dois Superkicks em Banks para uma contagem de dois. No clímax, Banks aplicou o Bank Statement em Carmella, forçando-a a desistir para manter o título.
Depois disso, o The New Day (Kofi Kingston e Xavier Woods) defenderam o Raw Tag Team Championship contra The Hurt Business (Cedric Alexander e Shelton Benjamin) (acompanhados por MVP). Nos momentos finais, Alexander realizou o Lumbar Check em Kingston para conquistar o título. Após a luta, o Campeão dos Estados Unidos Bobby Lashley apareceu e comemorou com seus companheiros do Hurt Business.
Na quarta luta, Nia Jax e Shayna Baszler defenderam o WWE Women's Tag Team Championship contra Asuka e sua parceira misteriosa, revelada ser o retorno de Charlotte Flair, que estava fora de ação por seis meses devido a Nia Jax ter lesionado seu braço. No final, Flair prendeu Baszler no Figure-Eight Leg Lock que foi quebrado por Jax. Baszler então travou o Kirifuda Clutch em Flair, que escapou e executou o Natural Selection em Baszler para vencer para ela e Asuka o WWE Women's Tag Team Championship - a segunda vez para Asuka e a primeira para Flair. Como resultado, Flair se tornou a quinta Campeã Feminina da Tríplice Coroa da WWE e a quarta Campeã Feminina do Grand Slam.
Na penúltima luta, Roman Reigns (acompanhado por Paul Heyman) defendeu o Universal Championship contra Kevin Owens em uma luta Tables, Ladders and Chairs. Logo no início, Jey Uso se envolveu enquanto Owens tinha vantagem. Owens acertou um Stunner em Reigns e então jogou Jey na mesa de anúncios com um Pop-Up Powerbomb. No final, Reigns jogou Owens em uma mesa com um Chokeslam e depois em outra mesa com um Samoan Drop. Owens se levantou e jogou Reigns em uma mesa com um Pop-Up Powerbomb. Reigns acertou um Spear em Owens através de uma mesa. Reigns então tentou um Spear em Owens através de uma barricada, mas Owens moveu-se e Reigns passou pela barricada. Enquanto Owens subia a escada, Jey o impediu de agarrar o título. Reigns foi então capaz de derrubar Owens da escada com um golpe baixo e uma guilhotina, em seguida, soltou o título para reter.

### Evento principal
No evento principal, The Fiend enfrentou Randy Orton em uma luta Firefly Inferno. No início, Orton tentou o RKO várias vezes, mas não conseguiu acertá-lo. The Fiend aplicou um Sister Abigail em Orton e depois ergueu os braços, o que acendeu vários postes ao redor da arena. Depois de uma batalha entre eles usando uma picareta, um cabo de machado e uma corrente de aço, The Fiend despejou gasolina em sua velha cadeira de balanço com um rastro de gasolina conduzindo a ela. Ele sentou Orton na cadeira de balanço e tentou colocar fogo em Orton, mas Orton foi capaz de escapar antes que as chamas o alcançassem. Como Orton foi para outro RKO, The Fiend aplicou o Mandible Claw em Orton. The Fiend então foi colocar Orton contra as chamas, mas Orton respondeu e jogou as costas do The Fiend contra as chamas, dando a Orton a vitória. Após a luta, Orton acertou The Fiend com um RKO. Ele então jogou gasolina no corpo de The Fiend e o colocou em chamas.

## Depois do evento

### Raw
As novas Campeãs de Duplas Femininas da WWE Charlotte Flair e Asuka abriram o episódio do Raw na noite seguinte. Flair afirmou que sua amiga Asuka precisava de uma parceira e ela atendeu a chamada. Como Flair estava prestes a comentar sobre o Raw Women's Championship de Asuka, elas foram interrompidas pelas ex-campeãs, Nia Jax e Shayna Baszler. Jax e Baszler então insultaram Flair e Asuka até Dana Brooke e Mandy Rose aparecerem. Brooke e Rose zombaram de Jax e Baszler por perderem os títulos. Flair então chamou um árbitro e uma luta de duplas com Jax e Baszler contra Brooke e Rose se seguiu enquanto Asuka e Flair faziam comentários. Jax e Baszler venceram a luta, no entanto, foram expulsas do ringue por Brooke e Rose após a luta.
Também no Raw da noite seguinte The Hurt Business (MVP, Campeão dos Estados Unidos Bobby Lashley e os novos Campeões de Duplas do Raw, Cedric Alexander e Shelton Benjamin) sediaram um segmento do VIP Lounge. MVP vangloriou-se de que o The Hurt Business detinha os títulos EUA e o de duplas, enquanto Lashley declarou que não havia ninguém que pudesse vencê-lo. Os Hardy Bros (Jeff Hardy e Riddle) então vieram e os parabenizaram pela vitória no TLC, mas disseram que o Hurt Business era ganancioso. Os Hardy Bros então enfrentaram MVP e Lashley em uma luta de duplas mais tarde naquela noite e foram derrotados.
The Miz e John Morrison apresentaram um segmento do "Miz TV" com o convidado AJ Styles (acompanhado por Omos). Miz pediu desculpas a Styles por custar a ambos o WWE Championship. Omos interveio e mencionou o fato de que foi Morrison quem fez o cash-in da maleta do Money in the Bank para Miz, que então viu uma brecha, percebendo que apenas ele mesmo pode fazer o cash-in da maleta e exigiu que a maleta fosse devolvida a ele. O Campeão da WWE, Drew McIntyre, apareceu, junto com Sheamus e Keith Lee, e uma briga começou. Uma luta de trios Street Fight ocorreu mais tarde, onde a equipe de McIntyre, Sheamus e Lee derrotou a equipe de Styles, Miz e Morrison. Na semana seguinte, Miz e Morrison foram confrontados nos bastidores por Adam Pearce, que devolveu a pasta do Money in the Bank para Miz, explicando que eles estavam corretos ao afirmar que apenas Miz pode usar o contrato, não Morrison, portanto, o cash-in de Miz no TLC foi anulado.
Randy Orton afirmou que gostou de queimar The Fiend vivo e declarou que The Fiend não existia mais. As luzes então começaram a se apagar, o que geralmente sinaliza The Fiend, no entanto, em vez de The Fiend aparecer, Alexa Bliss estava no ringue em um balanço definido no que ela chamou de "Alexa's Playground". Bliss então avisou Orton que se Tne Fiend voltasse, seria como nada que Orton já não tivesse visto antes. Na semana seguinte, Bliss convidou Orton para seu playground; no entanto, Orton em vez disso apareceu dentro da Firefly Fun House e destruiu os bonecos de Wyatt. Bliss com raiva então desafiou Orton para encontrá-la mais tarde naquela noite no ringue, que Orton aceitou. Bliss desafiou Orton a incendiá-la, assim como fez com The Fiend. Bliss então virou um galão de gasolina em si mesma, mas Orton inicialmente rejeitou a ideia, pois sabia que era exatamente o que ela queria. No entanto, depois de mais provocações, o show terminou com as luzes se apagando e Orton sorrindo enquanto segurava um fósforo aceso, aparentemente indicando que Orton colocou fogo em Bliss. O próximo episódio revelou que Orton não incendiou Bliss, afirmando que ao enfrentar The Fiend, isso muda uma pessoa, e neste caso, fez Orton mostrar compaixão e misericórdia de Bliss, pelo que ele se ressentia.

### SmackDown
Devido à assistência de Jey Uso no TLC, uma revanche entre Roman Reigns e Kevin Owens pelo Universal Championship foi marcada como uma luta steel cage para o episódio seguinte do SmackDown. Jey voltaria a se envolver na luta algemando Owens à jaula de aço. Isso permitiu a Reigns escapar da jaula e mais uma vez reter o título.
Por vencer a luta no pré-show do TLC ao fazer o pin em Sami Zayn, Big E ganhou uma luta pelo Intercontinental Championship contra Zayn no episódio seguinte do SmackDown. Big E posteriormente derrotou Zayn em uma luta lumberjack para ganhar o título pela segunda vez em sua carreira, vencendo-o pela última vez em 2013.
Como o WWE Women's Tag Team Championship é defendido em todas as marcas, as novas campeões, Asuka e Charlotte Flair, também apareceram no SmackDown seguinte. Elas foram interrompidas por Bayley, após o que, a Campeã Feminina do SmackDown Sasha Banks apareceu, seguida por Bianca Belair, e finalmente Carmella (acompanhada por Reginald). Carmella falou mau sobre todas as mulheres, exceto Bayley, fazendo com que Banks a empurrasse. Isso resultou em uma luta de eliminação de duplas triple threat em que Asuka e Flair defenderam com sucesso os títulos contra a equipe de Banks e Belair e a equipe de Bayley e Carmella.

## Resultados
| Nº                                          | Resultados | Estipulações                                                         | Tempo |
| ------------------------------------------- | --- | -------------------------------------------------------------------- | ----- |
| Pré- show                                   | Big E, Daniel Bryan, Chad Gable e Otis derrotaram King Corbin, Sami Zayn, Cesaro e Shinsuke Nakamura                        | Luta de quartetos                                                    | 8:35  |
| 1                                           | Drew McIntyre (c) derrotou AJ Styles (com Omos) e The Miz (com John Morrison)                                               | Luta Triple Threat Tables, Ladders, and Chairs pelo WWE Championship | 27:05 |
| 2                                           | Sasha Banks (c) derrotou Carmella (com Reginald Thomas) por submissão                                                       | Luta individual pelo WWE SmackDown Women's Championship              | 12:10 |
| 3                                           | The Hurt Business (Cedric Alexander e Shelton Benjamin) (com MVP) derrotaram The New Day (Kofi Kingston e Xavier Woods) (c) | Luta de duplas pelo WWE Raw Tag Team Championship                    | 10:00 |
| 4                                           | Asuka e Charlotte Flair derrotaram Nia Jax e Shayna Baszler (c)                                                             | Luta de duplas pelo WWE Women's Tag Team Championship                | 10:05 |
| 5                                           | Roman Reigns (c) (com Paul Heyman e Jey Uso) derrotou Kevin Owens                                                           | Luta Tables, Ladders, and Chairs pelo WWE Universal Championship     | 24:45 |
| 6                                           | Randy Orton derrotou "The Fiend" Bray Wyatt                                                                                 | Luta Firefly Inferno                                                 | 12:00 |
| (c) – Refere-se aos campeões antes da luta. | |                                                                      |       |